# Лукас Нілл
Лукас Едвард Нілл (англ. Lucas Edward Neill, 9 березня 1978, Сідней) — австралійський футболіст, захисник. 
З 2006 року капітан збірної Австралії з футболу. Брав участь в Чемпіонаті світу 2006 і 2010, та Кубку Азії з футболу 2007. Близько 15 років грав в Англії, доки в 2010 році не перейшов в турецький «Галатасарай».

## Титули і досягнення
- Володар Кубка Президента ОАЕ (1):

«Аль-Джазіра»: 2011-12
Збірні
- Переможець Молодіжного чемпіонату ОФК: 1997
- Срібний призер Кубка Азії: 2011